# Катерина Арагонська
Катери́на Араго́нська (ісп. Catalina de Aragón, кат. Caterina d'Aragó, англ. Catherine of Aragon; 16 грудня 1485 — 7 січня 1536) — королева Англії. Інфанта, донька короля Арагону Фернандо II та королеви Кастилії Ізабелли. Для зміцнення союзу Іспанії з Англією видана в шлюб з Артуром, принцом Уельським, старшим сином англійського короля Генріха VII. Після його смерті видана в шлюб з його молодшим братои Генріхом VIII. Народила Марію І Тюдор, майбутню англійську королеву, відому як «Кривава Мері». Але через відсутність здорових синів після понад 20 років шлюбу Генріх VIII з нею розлучився. Відмова Папи Римського Климента VII анулювати законний шлюб стала головною причиною розриву Англії з Римсько-католицькою церквою і дала поштовх виникненню англіканства.

## Ранні роки

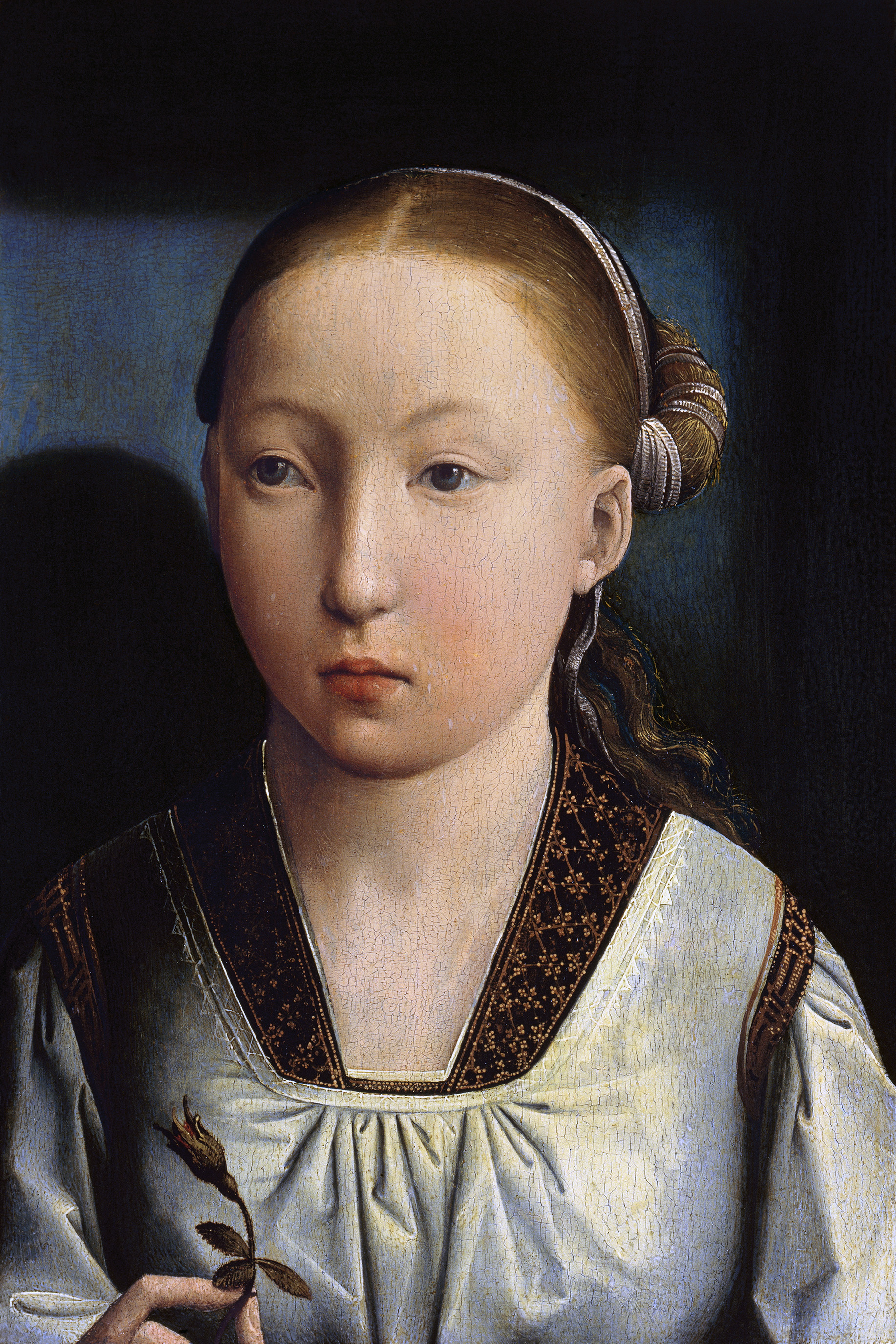
Портрет Хуана де Фландеса, вважається, що це 11-річна Катерина. Вона схожа на свою сестру Хуану Кастильську

Катерина народилася в архієпископському палаці міста Алькала-де-Енарес поблизу Мадрида вранці 16 грудня 1485 року. Вона була наймолодшою дитиною короля Фердинанда II Арагонського та королеви Ізабелли I Кастильської з тих, які дожили до дорослого віку. Катерина була досить низького зросту з довгим рудим волоссям, широкими блакитними очима, круглим обличчям світлого кольору. По материнській лінії вона походила з дому Ланкастерів, англійського королівського дому; її прабабуся Катерина Ланкастерська, на честь якої її назвали, і її прапрабабуся Філіппа Ланкастерська були доньками Джона Гонта та онуками Едуарда III Короля Англії. Отже, вона була троюрідною сестрою свого свекра, Генріха VII Англійського і четвертою кузиною своєї свекрухи Єлизавети Йоркської.
Наставником Катерини був Алессандро Джеральдіні, єпископ та гуманіст. Вона вивчала арифметику, канонічне та цивільне право, класичну літературу, генеалогію та геральдику, історію, філософію, релігію та теологію. Отримала сильне релігійне виховання та розвинула римо-католицьку віру, яка зіграла важливу роль у її подальшому  житті. Вона навчилася говорити, читати і писати кастильською, іспанською та латинською мовами, а також розмовляла французькою та грецькою мовами. Пізніше Еразм сказав, що Катерина «любила хорошу літературу, яку вона успішно вивчала з дитинства». Їй давали уроки домашніх навичок, таких як кулінарія, вишивка, мереживництво, шиття, прядіння та ткацтво, а також навчали музики, танців, малювання, а також ретельно навчали хорошим манерам і придворному етикету.
У ранньому віці Катерина вважалася підходящою дружиною для Артура, принца Уельського, спадкоємця англійського престолу, через англійське походження, яке вона успадкувала від матері. Теоретично через свою матір Катерина мала сильніші законні права на англійський престол, ніж сам король Генріх VII через перших двох дружин Джона Гонта, 1-го герцога Ланкастерського: Бланку Ланкастерську і Констанцію Кастильську. В свою чергу, Генріх VII був нащадком від третього шлюбу Гонта з Кетрін Свінфорд, чиї діти були народжені поза шлюбом і узаконені лише після смерті Констанції та одруження Джона з Кетрін. Діти Джона та Кетрін, хоча й були узаконені, не мали права успадковувати англійський престол, це обмеження було проігноровано наступними поколіннями. Через походження Генріха від позашлюбних дітей, яким було заборонено спадкувати англійський престол, монархія Тюдорів була прийнята не всіма європейськими королівствами. У той час Трастамарський дім був найпрестижнішим у Європі через правління католицьких монархів, тому союз Катерини та Артура підтвердив Дім Тюдорів в очах європейської королівської сім'ї та посилив претензії Тюдорів на англійський престол через походження Катерини Арагонської. Це дало б спадкоємцю чоловічої статі незаперечні претензії на трон. Вони одружилися за дорученням 19 травня 1499 року та листувалися латиною, доки Артуру не виповнилося п'ятнадцять, коли було вирішено, що вони достатньо дорослі, щоб розпочати подружнє життя.
Катерину супроводжували до Англії такі посли: Дієго Фернандес де Кордова і Мендоса, 3-й граф Кабра; Алонсо де Фонсека, архиєпископ Сантьяго-де-Компостела і Антоніо де Рохас Манріке, єпископ Майорки. Вона привезла з собою групу своїх африканських супроводжуючих, у тому числі одного, якого ідентифікували як трубача Джона Бланке. Вони були першими африканцями, які прибули до Лондона в той час і вважалися розкішними слугами. Вони справили велике враження щодо принцеси та могутності її родини. Її іспанська свита, включаючи Франсіско Феліпе, була під наглядом її дуенни, Ельвіри Мануель.
Спочатку вважалося, що корабель Катерини прибуде до Грейвсенда. Кілька англійських джентльвумен були призначені, щоб бути готовими зустріти її після прибуття в жовтні 1501 року. Вони повинні були супроводжувати Катерину у флотилії барж на Темзі до Лондонського Тауера.

## Дружина та вдова принца Артура

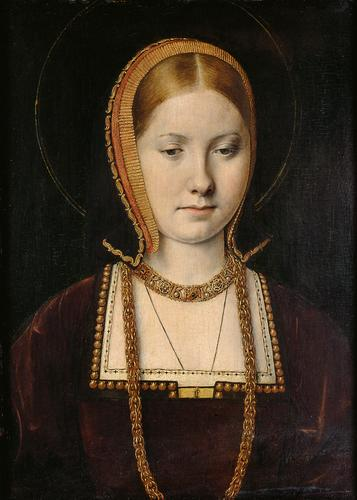
Портрет дворянки, можливо, Марії Тюдор бл. 1514 або Катерин Арагонської бл. 1502, Міхель Зіттов

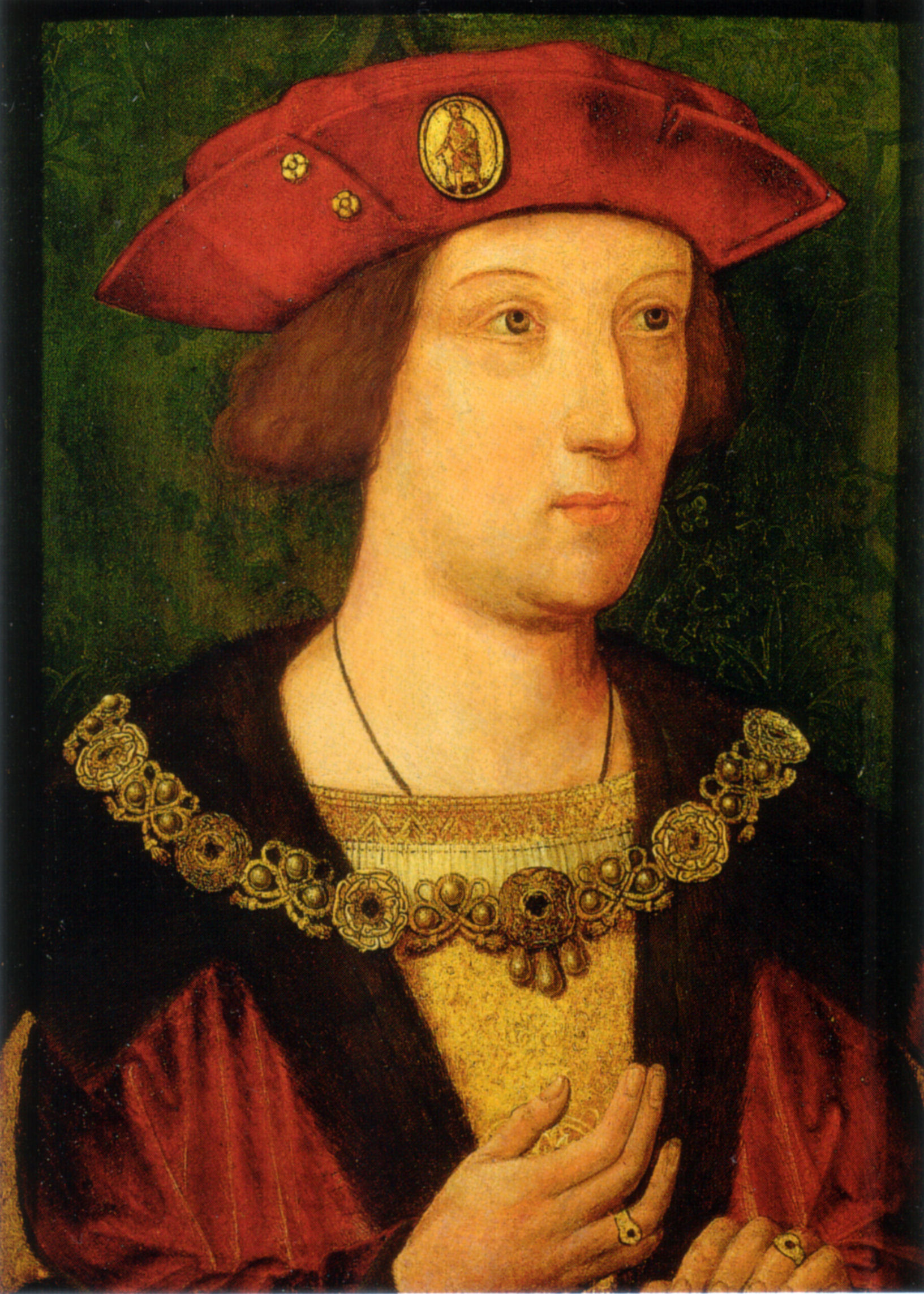
Артур, принц Уельський, перший чоловік Катерини та старший брат Генріха VIII

Тоді 15-річна Катерина виїхала з Ла-Коруньї 17 серпня 1501 року та зустріла Артура 4 листопада в Догмерсфілді в Гемпширі. Мало що відомо про їхні перші враження одне про одного, але Артур дійсно написав своєму свекру, що він буде «справжнім і люблячим чоловіком» і сказав своїм батькам, що він був надзвичайно щасливий «споглядати обличчя своєї прекрасної нареченої». Пара листувалася латинською мовою, але виявила, що не може зрозуміти одне одного, оскільки вони знали різні латинські вимови. Через десять днів, 14 листопада 1501 року, вони одружилися в Старому соборі Святого Павла, обом було по 15 років. Було домовлено про посаг у розмірі 200 000 дукатів і половина цієї суми була виплачена незабаром після одруження. Зазначено, що Катерина і її придворні іспанки були одягнені в іспанському стилі під час її приїзду і на весіллі.
Після одруження Артур був відправлений до замку Ладлоу на кордоні Уельсу, щоб головувати в Раді Уельсу та Маршів, згідно з його обов'язками як принца Уельського, його наречена супроводжувала його. Через кілька місяців вони обоє захворіли, ймовірно, пітницею, яка охопила всю територію Ангії. Артур помер 2 квітня 1502 року; 16-річна Катерина одужала і залишилася вдовою.
У цей момент Генріх VII зіткнувся з проблемою уникнення зобов'язання повернути її батькові її посаг в 200 000 дукатів, половину з яких він ще не отримав, як того вимагає її шлюбний контракт, якщо вона повернеться додому. Після смерті королеви Єлизавети в лютому 1503 року король Генріх VII спочатку розглядав можливість одружитися з Катериною, але спротив її батька та можливі сумніви щодо легітимності шлюбу поклали край цій ідеї. Щоб залагодити справу, було домовлено, що Катерина вступить в шлюб з другим сином Генріха VII, Генріхом, герцогом Йоркським, на п'ять років молодшим за неї. Однак смерть матері Катерини означала, що її «цінність» на шлюбному ринку знизилася. Кастилія була набагато більшим королівством, ніж Арагон, і її успадкувала старша сестра Катерини, Хуана. Нібито одруження було відкладено, поки Генріх не досяг достатнього віку, але Фердинанд II так зволікав з виплатою решти посагу Катерини, що з'явилися сумніви, що шлюб відбудеться. Вона жила як умовна ув'язнена у Дурхам Клаусі в Лондоні. Збереглися деякі листи, які вона писала батькові, скаржачись на поводження з нею. В одному з цих листів вона каже йому, що «я вибираю те, у що я вірю, і нічого не кажу. Бо я не така проста, як здається». У неї було небагато грошей і їй було важко впоратися, оскільки їй доводилося утримувати не тільки себе, а й своїх фрейлін. 1507 року вона була амбасадоркою Іспанії в Англії, першою жінкою-послом в європейській історії. Хоча Генріх VII та його радники очікували, що нею буде легко маніпулювати, Катерина продовжувала доводити, що вони помиляються.
Шлюб із братом Артура залежив від дозволу Папи Римського, оскільки канонічне право забороняло чоловікові одружуватися з вдовою свого брата. Катерина засвідчила, що її шлюб з Артуром ніколи не був консумований, оскільки, також згідно з канонічним правом, шлюб був не дійсним, якщо він був «неповним».

## Королева Англії

### Весілля
Друге весілля Катерини відбулося 11 червня 1509 року, через сім років після смерті принца Артура. На приватній церемонії в церкві братів-обсервантів біля Гринвіцького палацу 23-річна катерина вступила в шлюб з Генріхом VIII, який щойно зійшов на престол.

### Коронація

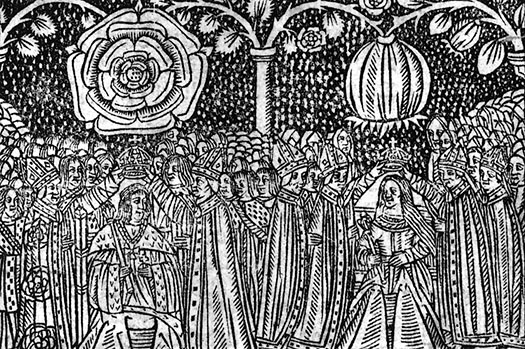
Гравюра на дереві 16-го століття коронації Англійського короля Генріха VIII та Катерини Арагонської, на якій зображено їхні геральдичні знаки, троянду Тюдорів і гнарат

У суботу, 23 червня 1509 року, традиційну процесію напередодні коронації до Вестмінстерського абатства великий натовп зустрів з ентузіазмом. За звичаєм пара провела ніч перед коронацією в лондонському Тауері. У день середини літа, у неділю 24 червня 1509 року, Генріх VIII і Катерина були разом помазані та короновані архієпископом Кентерберійським на пишній церемонії у Вестмінстерському абатстві. Після коронації відбувся бенкет у Вестмінстер Холі. Багато нових Лицарів Лазні було посвячено на честь коронації. Наступного місяця нова королева була представлена англійській публіці на багатьох світських заходах. Вона справила гарне враження і була добре прийнята жителями Англії.

### Вплив
11 червня 1513 року Генріх призначив Катерину регенткою в Англії з титулами «губернатор Королівства та генерал-капітан», а сам вирушив у військову кампанію до Франції. Коли Луї Орлеанський, герцог Лонгевільський, був схоплений у Теруані, Генріх відправив його жити в домі Катерини. Вона написала Волсі, що вона та її рада воліли б, щоб герцог залишився в Лондонському Тауері, оскільки шотландці «так зайняті, як зараз» і вона додала свої молитви про те, щоб «Бог послав нам як доброго лукке проти шотландціа, з якими король має справу». Війна з Шотландією зайняла її підданих і вона була «жахливо зайнята виготовленням штандартів, прапорів і значків» у Річмондському палаці. Катерина написала у міста, у тому числі у Глостер, з проханням надіслати списки чоловіків, здатних служити солдатами. Шотландці вторглися і 3 вересня 1513 року вона наказала Томасу Ловеллу зібрати армію в графствах центральної Англії.

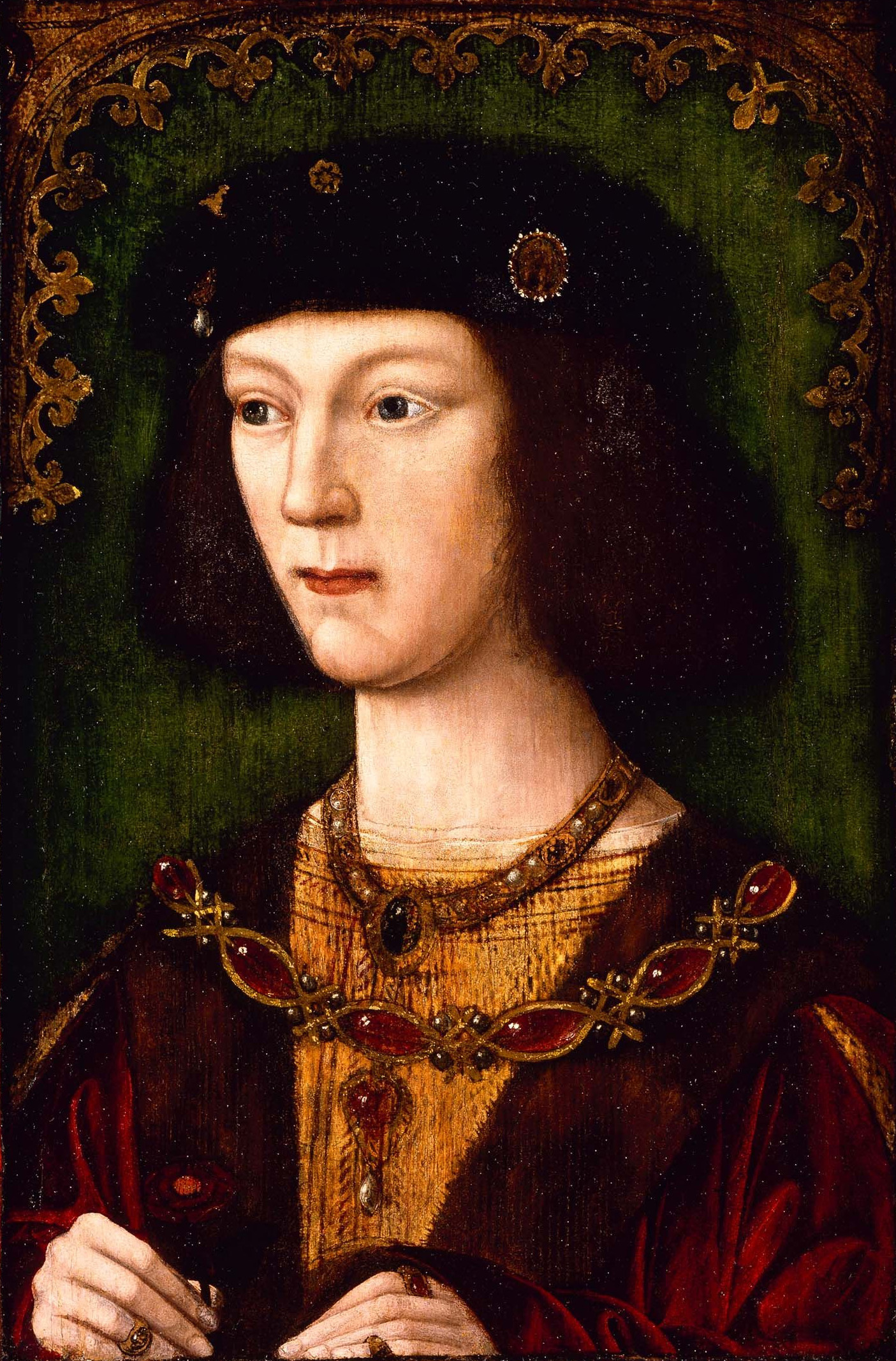
Генріх VIII на момент їхнього одруження, Мейннарт Вевік, бл. 1509

Катерина була представлена під прапорами в Річмонді 8 вересня і поїхала на північ у повному озброєнні, щоб виступити перед військами, попри те, що на той час була на останніх місяцях вагітності. Її чудову промову було повідомлено історику Пітеру Мартир д'Анг'єрі у Вальядоліді протягом двох тижнів. Хоча в італійському інформаційному бюлетені говорилося, що вона перебувала за 100 миль (160 км) на північ від Лондона, була поблизу Бекінгема, коли до неї дійшла новина про перемогу в битві при Флодден-Філді. З Вобернського абатства вона надіслала Генріху листа разом із шматком закривавленої сорочки шотландського короля Якова IV, який загинув у битві, щоб Генріх використовував його як прапор під час облоги Турне.
Релігійна відданість Катерини зростала з віком, як і її інтерес до наук. Вона продовжувала розширювати свої знання та навчати свою доньку Марію І Тюдор. Освіта жінок увійшла в моду, частково через вплив Катерини, і вона пожертвувала великі суми грошей кільком коледжам. Однак Генріх все ще вважав, що спадкоємець чоловічої статі має обов'язково з'явитися. Династія Тюдорів була новою і її легітимність на троні не була до кінця затверджена. Тривала громадянська війна (1135—1154) останній раз відбулася, коли жінка (імператриця-королева Матильда) успадкувала престол. Катастрофи громадянської війни ще були свіжі в пам'яті людей після Війни троянд.
У 1520 році племінник Катерини, імператор Священної Римської імперії, Карл V, здійснив державний візит до Англії і вона закликала Генріха вступити в союз із Карлом, а не з Францією. Відразу після його від'їзду вона супроводжувала Генріха до Франції під час знаменитого візиту до Франциска I на Полі золотої парчі. За два роки Франції було оголошено війну і імператора знову чекали в Англії, де планували заручити його з дочкою Катерини Марією.

#### Низка трагічних пологів

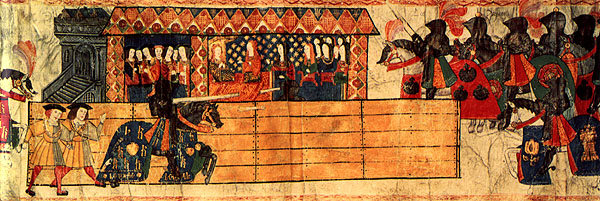
Турнір на честь народження «новорічного хлопчика» (Катерина — в королівській ложі, щасливий батько Генріх — на арені)
невідомий художник, початок XVI століття

Генріх і Катерина були багато в чому схожі: здобули однакову освіту, любили вбрання і розваги, гарно їздили верхи і захоплювалися полюванням. У той же час, Катерина була спокійною, врівноваженою і набожною, Генріх — пристрасним і неспокійним.

Про першу вагітність королеви було оголошено в червні, невдовзі після вінчання. На новорічні свята Генріх переніс двір у Ричмондський палац і святкував там Різдво, очікуючи народження сина. Однак пологи були передчасними. 31 січня Катерина народила мертвонароджену дівчинку. У листі батьку Катерина говорила, що народження мертвої дитини «вважається в цій країні великою бідою». Передбачаючи гнів Фердинанда, вона просила:
Благаю Вашу Високість не кидатися на мене з докорами! Не моя це провина, а воля Господня
Навесні 1510 року королева знову була вагітна. У цей час Генріх захопився Анною Стаффорд, сестрою Едварда Стаффорда, герцога Бекінгема, яка жила при дворі разом з чоловіком. Про це незабаром стало відомо. Катерина теж знала про зраду чоловіка. Герцог і король посварилися — ображений Бекінгем залишив двір, а сестру відправив у монастир.
Принц Генріх народився 1 січня 1511 року, тому його назвали «новорічним хлопчиком». З приводу народження спадкоємця Генріх влаштував велике свято і лицарський турнір, але дитина була слабка і через кілька тижнів — 22 лютого — померла. За словами одного з сучасників, Генріх «з вигляду не виявляв свого трауру, але королева, як те і властиво жінці, страждала».
Через два роки після смерті «новорічного хлопчика» Генріх вирішив воювати з Францією. Регенткою залишив Катерину. Користуючись відсутністю короля, шотландські лорди на чолі з Яковом IV перейшли кордон з Англією. Але 9 вересня 1513 року були розгромлені на пагорбах під Флодденом. Яків був вбитий. Катерина пишалася цією перемогою, і незабаром король одержав від неї подарунок — закривавлену сорочку шотландського короля.
Через тиждень після битви Катерина народила мертвого хлопчика, а через рік  — ще одного, який за кілька днів помер. Королеві було лише майже тридцять.

#### Народження доньки

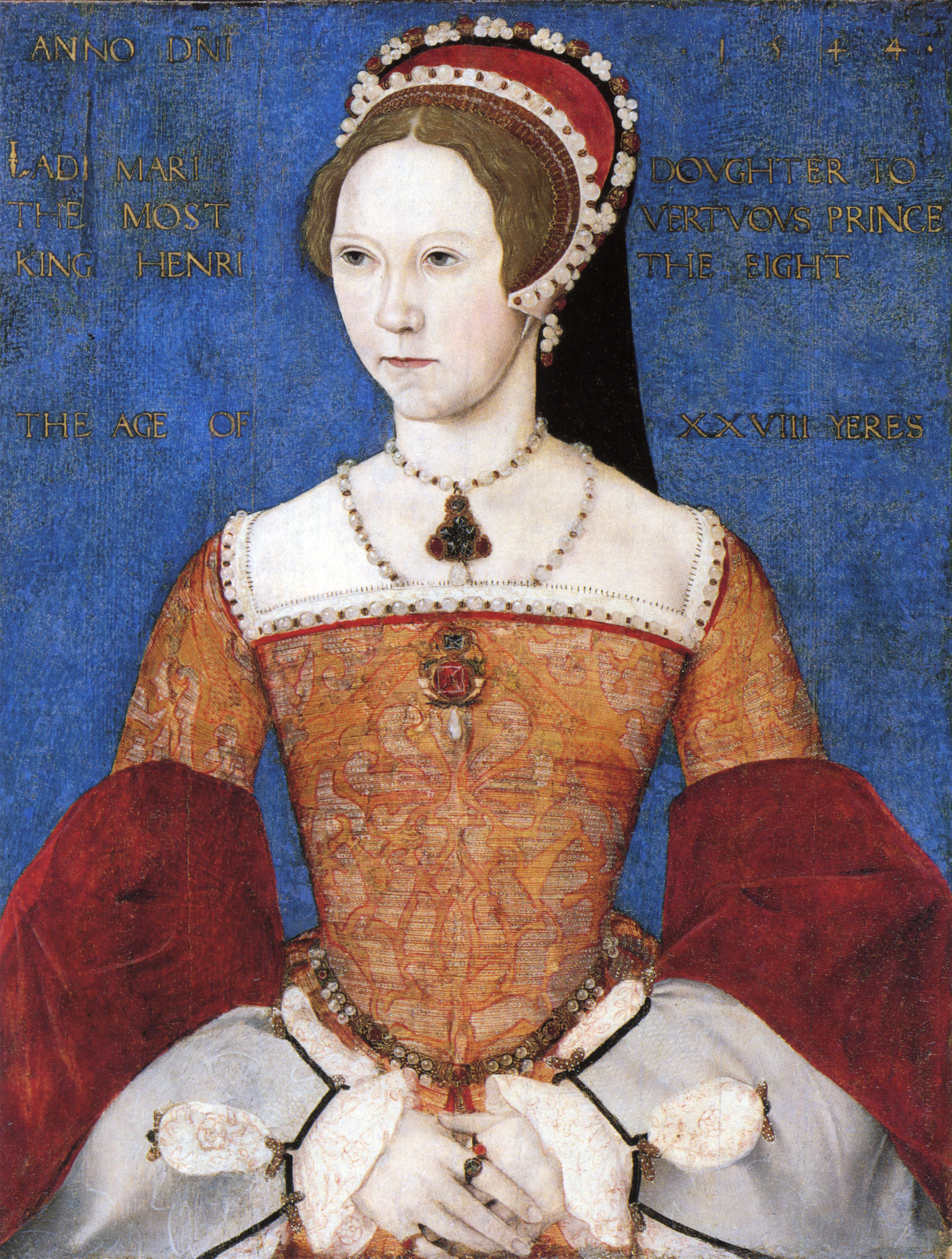
Марія I Тюдор, бл. 1544

Наступна вагітність проходила нормально. 18 лютого 1516 року Катерина народила дочку, яку назвали Марією. На відміну від попередніх дітей, вона пережила небезпечні перші тижні й була здоровою. З цього приводу Генріх сказав венеційському послу:
Ми обидва все ще молоді. Якщо цього разу Бог послав нам дочку, то, Його милістю, у нас будуть і сини
Народилася майбутня королева Марія I Тюдор під час трауру. Напередодні, 22 січня, помер батько Катерини — іспанський король Фернандо II.

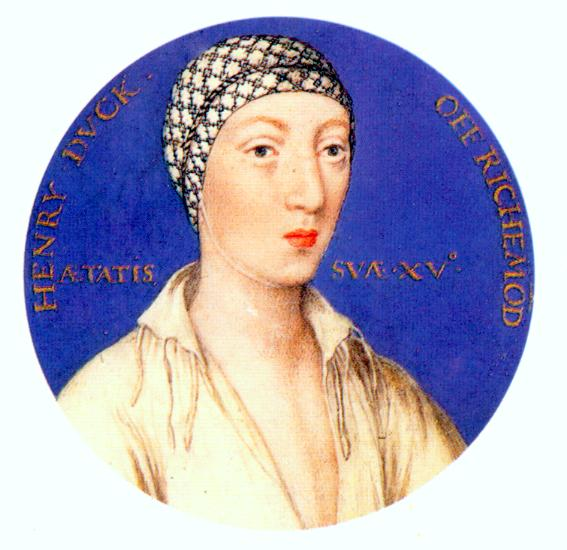
Генрі Фіц-Рой бастард Генріха від Елізабет Блаунт

Побоюючись епідемій, які виникали тоді по країні, король і королева перші два роки життя Марії переїжджали з палацу в палац. Для збереження здоров'я принцеси її почет мусив молитися за неї і носити її кольори — зелений і блакитний.
Після народження Марії Катерина ще раз завагітніла і народила дівчинку, яка прожила лише тиждень. Розчарований Генріх уклав договір з королем Франції: коли дофіну Франції виповниться 14 років, його донька Марія вступить з ним у шлюб. А якщо у самого Генріха не буде спадкоємців чоловічої статі, королевою після нього стане донька. Але Генріх сумнівався, що жінка зможе керувати країною, а Англія зможе перейти під владу Франції.
У цей час король завів роман з фрейліною Катерини Елізабет Блаунт. Згодом вона народила від нього сина — Генрі. 1525 року король дав йому титул герцога Ричмонда. Усього протягом шлюбу Катерина народила 6 дітей (3 доньки та 3 синів), з яких лише одна донька (майбутня королева Англії) дожила до повноліття.

## Велика справа короля

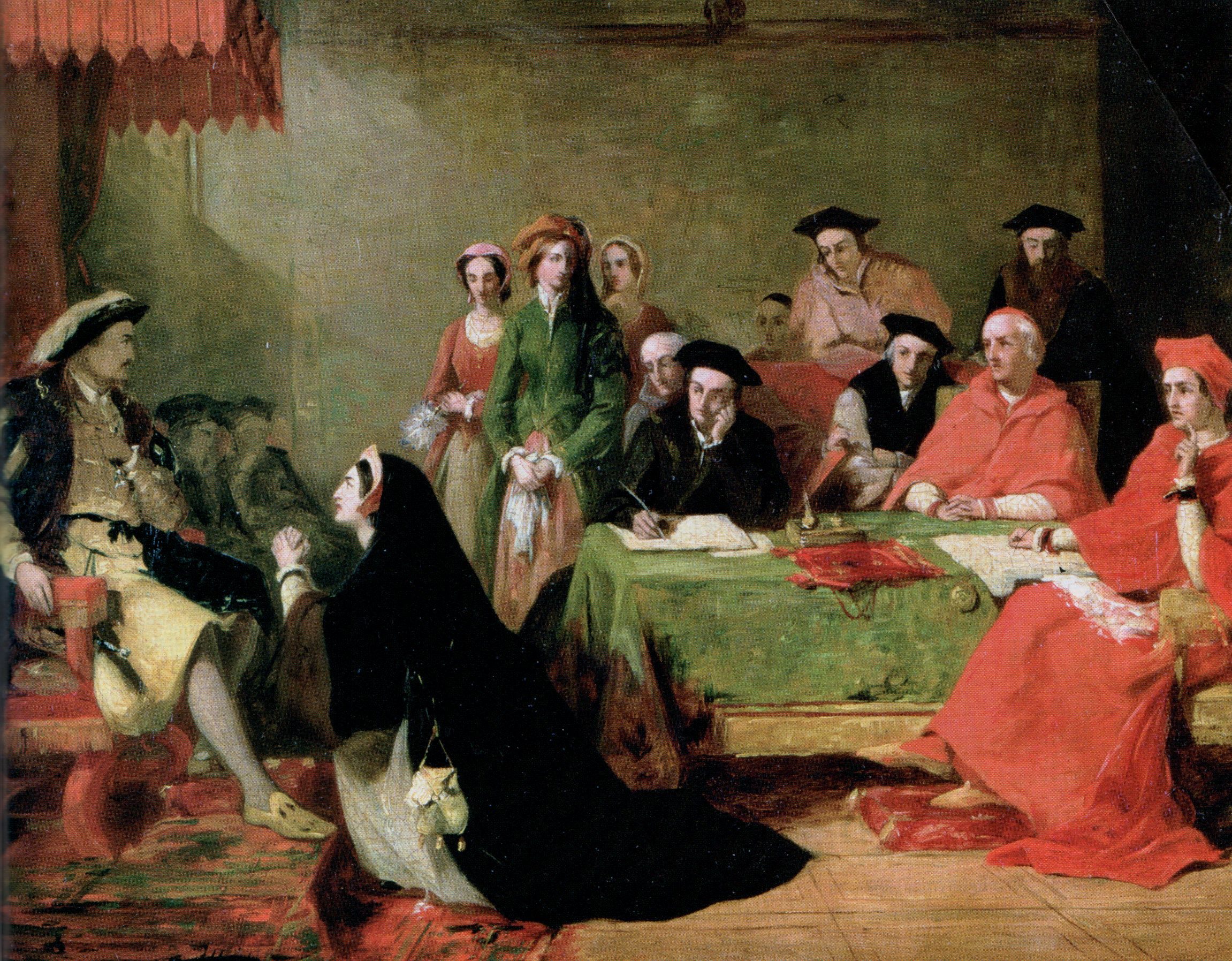
Суд над королевою Катериною Арагонською, Генрі Нельсон О'Ніл

У 1525 році Генріх VIII закохався в Анну Болейн, фрейліну Катерини; Анна була на 10 або 17 років молодша за Генріха, народившись у 1501 або у 1507 році. Генріх почав переслідувати її, а Катерина тоді вже не могла народжувати дітей. Генріх почав вірити, що його шлюб проклятий, і шукав підтвердження в Біблії, яку він витлумачив так, що якщо чоловік одружиться з дружиною свого брата, пара буде бездітною. Навіть якщо її шлюб з Артуром був «неповним» (Катерина до смерті наполягала, що прийшла до ліжка Генріха незайманою), цей біблійний уривок Генріх витлумачив так, що їхній шлюб був неправильним в очах Бога. Чи мав Папа під час одруження Генріха та Катерини право скасовувати стверджувану біблійну перешкоду для Генріха, стало гарячою темою в компанії короля, з метою домогтися від нинішнього Папи анулювання не вигідного більше королю шлюбу. Цілком можливо, що ідею анулювання запропонував Генріх набагато раніше та дуже ймовірно, що вона була мотивована його бажанням мати сина. До вступу на престол батька Генріха в Англії точилася громадянська війна через конкурентні претензії на англійську корону і Генріх, можливо, хотів уникнути подібної невизначеності щодо престолонаслідування.

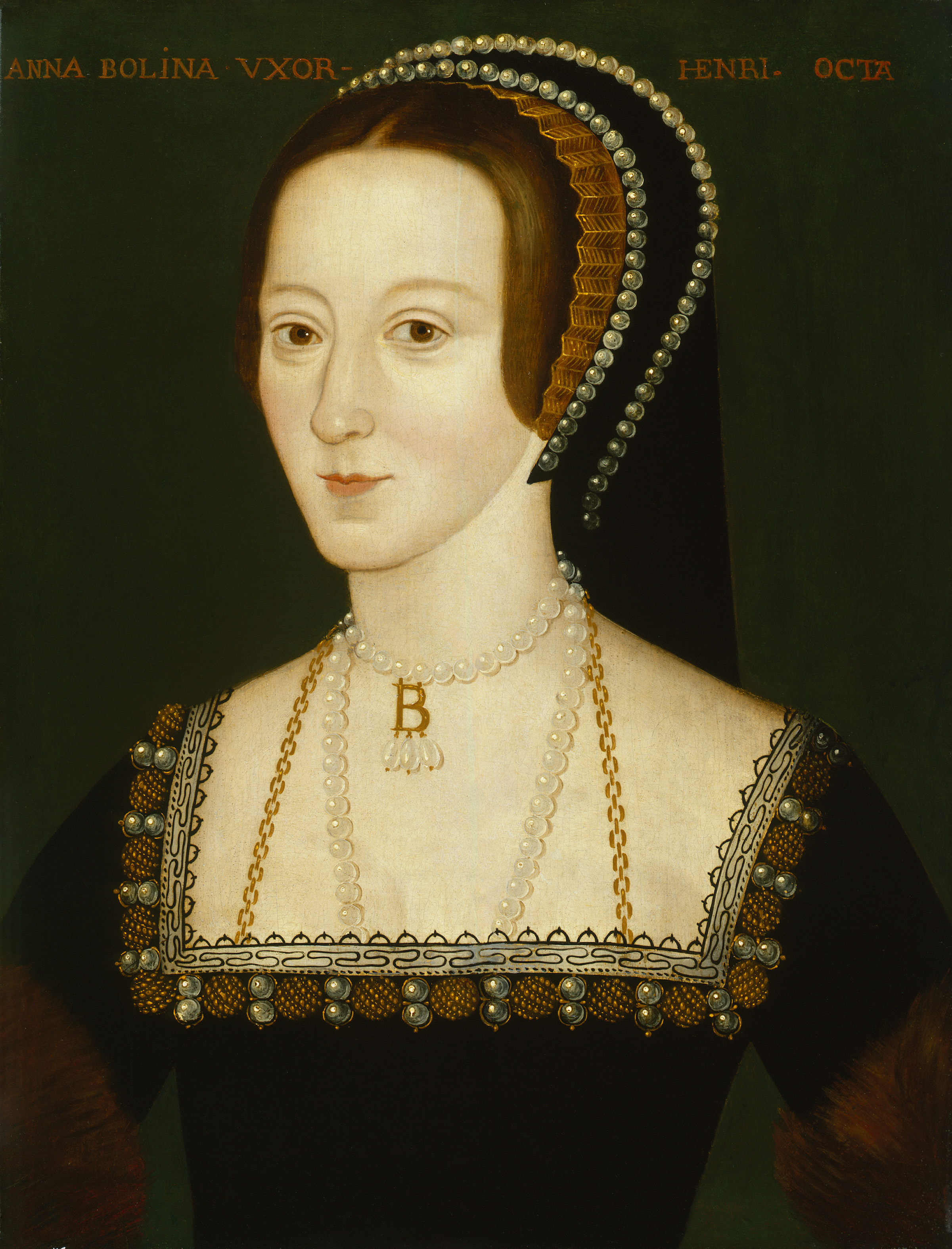
Анна Болейн стала другою дружиною Генріха VIII після його розлучення із Катериною

Невдовзі це стало єдиним об'єктом бажання Генріха — добитися анулювання шлюбу. Катерина, коли їй запропонували піти в жіночий монастир, відмовляла: «Бог ніколи не кликав мене в жіночий монастир. Я справжня і законна дружина короля». Король покладав свої надії на звернення до Святого Престолу, діючи незалежно від кардинала Томаса Волсі, якому він нічого не сказав про свої плани. Вільяма Найта, секретаря короля, відправили до папи Климента VII, щоб подати позов про анулювання на тій підставі, що розпорядча булла папи Юлія II була отримана під фальшивим приводом.
Оскільки на той час Папа перебував у полоні племінника Катерини імператора Карла V після пограбування Риму в травні 1527 р., Найт мав труднощі з тим, щоб з ним зв'язатися. Зрештою посланнику Генріха довелося повернутися, не досягнувши великих успіхів. Тепер у Генріха не було іншого вибору, як віддати цю велику справу в руки Волсі, який зробив усе можливе, щоб забезпечити рішення на користь Генріха.
І Папа Римський, і Мартін Лютер підняли питання про ймовірність того, що у Генріха буде дві дружини, не для запровадження полігамії в цілому, а «для збереження королівської гідності Катерини та Марії».

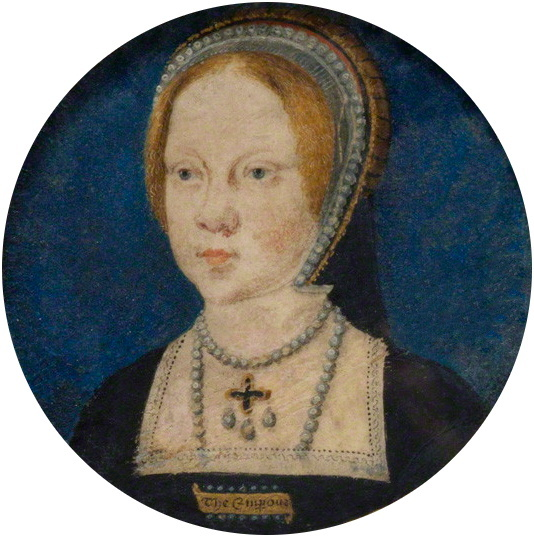
Мініатюра принцеси Марії на момент її заручин з імператором Карлом V, художника Лукасс Горенбута, бл. 1521—1525. Вона носить прямокутну брошку з написом «Імператор».

Волсі зайшов так далеко, що скликав церковний суд в Англії за участю представника папи та самих Генріха і Катерини. Папа не мав наміру допустити прийняття рішення в Англії і його легат був відкликаний (важко сказати, наскільки на папу вплинув Карл V, але очевидно, що Генріх бачив, що папа навряд чи анулює його шлюб із тіткою імператора). Папа Римський заборонив Генріху знову одружуватися до того, як у Римі буде прийнято відповідне рішення. Волсі зазнав невдачі і був звільнений з державної посади в 1529 році. Потім Волсі розпочав таємну змову, щоб змусити Анну Болейн виїхати у вигнання і з цією метою почав спілкуватися з папою. Коли це стало відомо, Генріх наказав заарештувати Волсі і, якби він не був смертельно хворий і не помер у 1530 році, його могли б стратити за державну зраду.
Через рік Катерину просто вигнали з двору, а її кімнати віддали Анні Болейн. Катерина писала в листі до Карла V у 1531 році: "Мої страждання такі великі, моє життя настільки збурене планами, які щодня вигадуються, щоб сприяти злим намірам Короля, сюрпризи, які Король робить мені разом із деякими особами його ради, такі смертельні, і моє поводження є тим, що Бог знає, що цього достатньо, щоб вкоротити десять життів, набагато більше мого".
Коли архієпископ Кентерберійський Вільям Ворхем помер, капелан родини Болейн, Томас Кранмер, був призначений на вакантну посаду.
Коли Генріх вирішив анулювати свій шлюб із Катериною, Джон Фішер став її найнадійнішим радником і одним із її головних прихильників. Він з'явився на суді легатів від її імені, де шокував людей прямотою своєї мови та заявив, що, як Іван Хреститель, він готовий померти за нерозривність шлюбу. Генріх був настільки розлючений цим, що написав довге латинське звернення до легатів у відповідь на промову Фішера. Примірник Фішера все ще існує з анотаціями на полях, які показують, наскільки мало він боявся гніву Генріха. Перенесення справи до Риму припинило роль Фішера в цій справі, але Генріх ніколи йому цього не пробачив. Серед інших людей, які підтримували Катерину, були Томас Мор; рідна сестра Генріха Марія Тюдор (королева Франції); Марія де Салінас (фрейліна Катерини); імператор Священної Римської імперії Карл V; папа Павло III і протестантські реформатори Мартін Лютер і Вільям Тіндейл.

## Вигнання і смерть

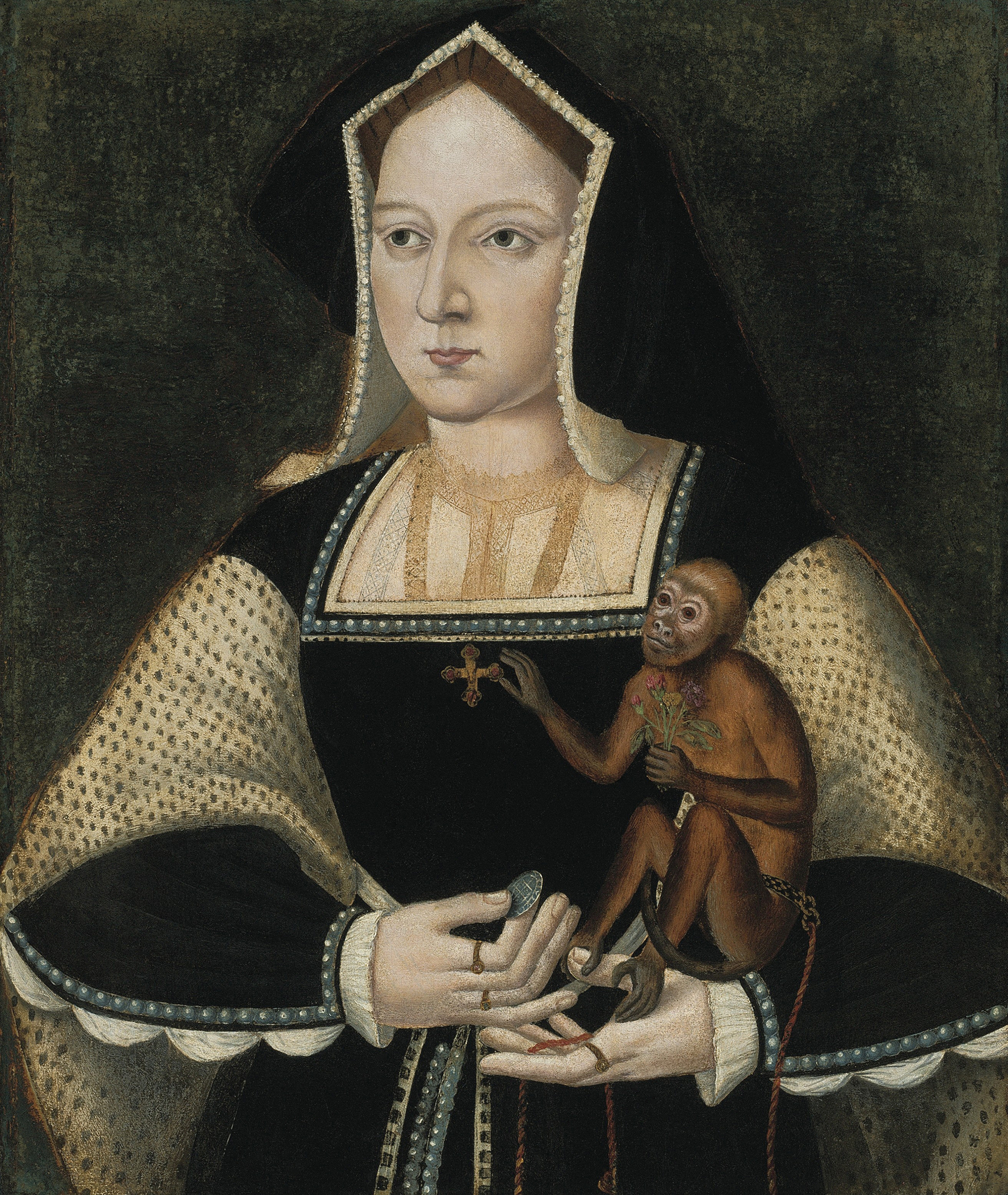
Катерина Арагонська

Повернувшись до Дувра після зустрічі з королем Франції Франциском I у Кале, Генріх VIII одружився з Анною Болейн на таємній церемонії. Деякі джерела припускають, що на той час Анна вже була вагітна (і Генріх не хотів ризикувати, щоб син народився позашлюбним), але інші свідчать, що Анна (яка бачила, як її сестра Марія Болейн стала коханкою короля та була швидко відкинута) відмовилася спати з Генріхом, поки вони не одружаться. Генріх захищав законність їхнього союзу, вказуючи на те, що Катерина раніше була одружена. Якщо вони з Артуром консумували свій шлюб (тобто мали стосунки у ліжку), Генріх за канонічним правом мав право одружитися повторно. 23 травня 1533 року Томас Кранмер, засідаючи в спеціальному суді, скликаному в монастирі св. Павла, щоб винести рішення про дійсність шлюбу Генріха з Катериною, оголосив шлюб незаконним, навіть якщо Катерина засвідчила, що вони з Артуром ніколи не мали фізичних стосунків. Через п'ять днів, 28 травня 1533 року, Кранмер визнав шлюб Генрі та Анни дійсним.
До кінця свого життя Катерина називала себе єдиною законною дружиною Генріха та єдиною законною королевою Англії і її слуги продовжували звертатися до неї, як до королеви. Генріх відмовив їй у праві на будь-який титул, крім «вдовуючої принцеси Уельської», на знак визнання її статусу вдови його брата.
Катерина переїхала жити в замок Мор, Гартфордшир, наприкінці 1531 року. Після цього її послідовно перемістили до Королівського палацу Гетфілд-хаус, Хартфордшир (з травня по вересень 1532), Палацу Елсінґ, Енфілд (з вересня 1532 по лютий 1533), замку Амптхілл, Бедфордшир (з лютого по липень 1533) і Бакден-Тауерс, Кембриджшир (з липня 1533 по травень 1534). Потім її нарешті перевели до Кімболтонському замку, графство Кембриджшир, де вона обмежилася однією кімнатою, яку залишала лише для того, щоб відвідувати месу, одягнувшись лише у волосяницю Ордену Святого Франциска, і безперервно постилася. Хоча їй дозволяли періодично приймати відвідувачів, їй забороняли бачитися з донькою Марією. Їм також було заборонено спілкуватися письмово, але співчуваючі слуги непомітно передавали листи між ними. Генріх запропонував матері та доньці краще житло та дозвіл бачитися, якщо вони визнають Анну Болейн новою королевою; обидві відмовилися.

Наприкінці грудня 1535 року, відчуваючи близьку смерть, Катерина склала заповіт і написала своєму племіннику, імператору Карлу V, з проханням захистити її дочку. Стверджується, що тоді вона написала останній лист Генріху:
Мій найдорожчий пане, королю і чоловіче, Година моєї смерті вже наближається, ніжна любов, якою я Вам завдячую, змушує мене, оскільки моя доля є такою, доручити себе Вам і нагадати Вам кількома словами про здоров'я та захист Вашої душі, яким Ви повинні віддати перевагу перед усіма мирськими справами, а також перед турботою та балуванням свого тіла, за що Ви кинули мене в багато лих, а себе в багато бід. Зі свого боку я прощаю Вам все і бажаю щиро молитися Богу, щоб Він пробачив і Вас. Щодо іншого, я доручаю Вам і нашу доньку Марію, благаючи бути їй добрим батьком, як я бажала раніше. Я також благаю Вас від імені моїх служниць дати їм шлюбні частки, а це зовсім небагато, оскільки їх лише три. Для всіх інших моїх слуг я вимагаю належної їм заробітної плати та ще рік, щоб вони не залишилися незабезпеченими. Нарешті, я даю цю обітницю, що мої очі бажають Вас понад усе.

Королева Катерина
Була поставлена під сумнів автентичність самого листа, але не ставлення самої Катерини до його змісту, про яке повідомлялося з варіаціями в різних джерелах.
Катерина померла в Кімболтонському замку 7 січня 1536 року. Наступного дня звістка про її смерть дійшла до короля. У той час ходили чутки, що її отруїли, ймовірно, Грегорі ді Казале.
За словами літописця Едварда Холла, Анна Болейн одягла жовтий колір для трауру, що тлумачилося різними способами. Полідор Вергілій витлумачив це так, що Анна не оплакувала. Чапюї повідомив, що саме король Генріх одягнувся в жовте, святкуючи цю новину та показуючи своїм придворним його з Анною доньку, Єлизавету. Багато хто вважали це неприйнятним і вульгарним. Інша теорія полягає в тому, що одягнутися в жовте було з поваги до Катерини, оскільки жовтий вважався іспанським кольором трауру. Звісно, пізніше того ж дня повідомляється, що Генріх та Анна як окремо, так і приватно оплакали її смерть. У день похорону Катерини у Анни стався викидень хлопчиком. Потім поширювалися чутки, що Катерину отруїли Анна чи Генріх, або обидва. Чутки народилися після того, під час її бальзамування, на її серці був знайдений чорний наріст, який міг бути викликаний отруєнням. Сучасні медичні експерти погоджуються, що зміна кольору її серця була спричинена не отруєнням, а раком, чого в той час не розуміли.
Катерину поховали в соборі Пітерборо з церемонією відповідною до її статусу вдовуючої принцеси Уельської, а не королеви. Генріх не прийшов на похорон і заборонив Марії бути присутньою.

## Віра
Катерина була членкинею Третього Ордену Святого Франциска і вона ретельно виконувала свої релігійні обов'язки, беззаперечно поєднуючи свої необхідні обов'язки королеви з особистою побожністю. Після анулювання шлюбу вона казала: «Я б краще була дружиною бідного жебрака і була впевнена в небесах, ніж королевою всього світу і сумнівалася в цьому через власну згоду».
Зовнішнє святкування святих і святих реліквій не було головною частиною її особистих побожностей, які вона радше виражала в месі, молитві, сповіді та покаянні. Однак особисто вона усвідомлювала те, що визначила як недоліки папства та церковного уряду. Її сумніви щодо церковних зловживань, безумовно, не поширювалися настільки далеко, щоб підтвердити твердження про корупцію, оприлюднені Мартіном Лютером у Віттенберзі в 1517 році, які незабаром мали такі далекосяжні наслідки для початку протестантської Реформації.
У 1523 році Альфонсо де Вілья Санкта, вчений монах обсервантської (реформованої) гілки братів менших і друг старого радника короля Еразма, присвятив королеві свою книгу De Liberio Arbitrio adversus Melanchhonem. Книга засуджувала Філіпа Меланхтона, прихильника Лютера. Виконуючи обов'язки її сповідника, він зміг підвищити її титул до «Захисника віри» за заперечення аргументів Лютера.

## Зовнішній вигляд
У молодості Катерину описували як «найкрасивішу істоту в світі» і що в ній «не було нічого такого, що мала б мати найкрасивіша дівчина». Пізніше за її життя Томас Мор і лорд Герберт згадали стосовно її зовнішності, що «було мало жінок, які могли б конкурувати з королевою [Катериною] в її розквіті».

## Родина
1 Чоловік — Артур, принц Уельський
Діти: не було
2 Чоловік — Генріх VIII, король Англії, молодший брат попереднього чоловіка
Діти:
- 1. Донька (1510) — народилася мертвою на шостому або восьмому місяці вагітності
- 2. Генріх, герцог Корноульський (1511) — помер на 53 дні життя, як стверджувалось, від кишкових кольок. Можливо, від чуми
- 3. Син (1513) — народився передчасно, народився мертвим або прожив менше години
- 4. Генріх, герцог Корноульський (1514) — народився передчасно, прожив кілька днів
- 5. Марія I Тюдор (1516—1558) — королева Англії у 1553—1558 роках. Була одружена із королем Іспанії Філіпом II, дітей не мала
- 6. Донька, ймовірно, Ізабелла (1518—1518) — прожила тиждень, причини смерті невідомі

## Титули

Троянда і гранат, емблема Катерини Арагонської

Народжена інфантою Кастилії та Арагону, Катерина протягом життя носила різні титули, пов'язані з її сімейним станом. Після анулювання шлюбу з Генріхом VIII вона мала титул вдовуючої принцеси Уельської як вдова Артура Тюдора.
Вона послідовно носила титули :
- Її Королівська Високість інфанта Катерина Кастильська і Арагонська (1485—1501)
- Її Королівська Високість Принцеса Уельська (1501—1502)
- Її Королівська Високість вдова Принцеса Уельська (1502—1509)
- Її Величність Королева Англії (1509—1533);
- Її Королівська Високість вдова принцеса Уельська (1533—1536)

## Спадщина, пам'ять та історіографія

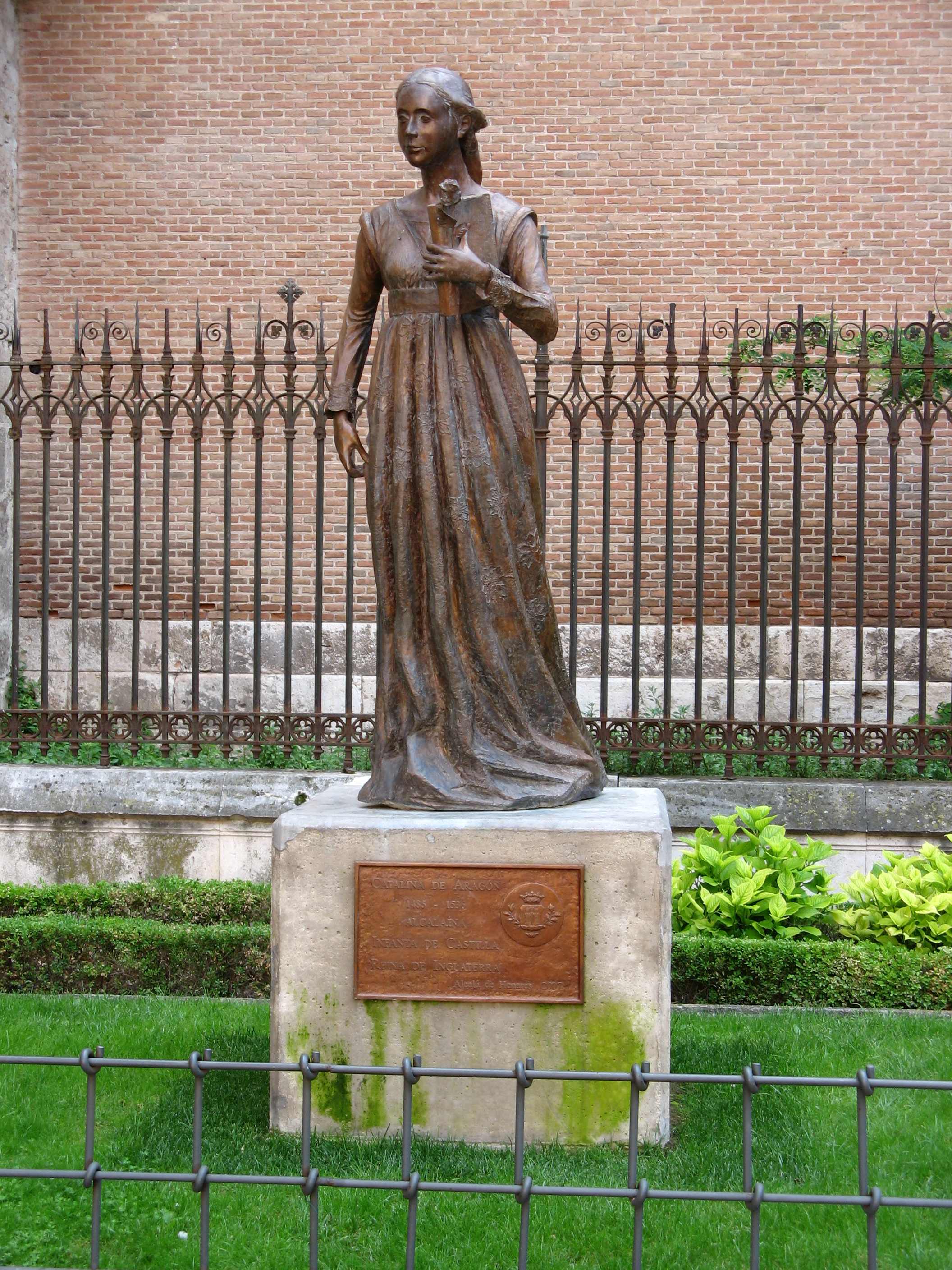
Статуя Катерини у місті Алькала-де-Енарес

Суперечлива книга «Освіта жінки-християнки» Хуана Луїса Вівеса, яка стверджувала, що жінки мають право на освіту, була присвячена їй і написана на замовлення. Катерина справила таке враження на людей, що навіть її ворог Томас Кромвель сказав про неї: «Якби не її стать, вона могла б кинути виклик усім героям історії». Вона успішно закликала врятувати життя повстанців, причетних до Лихого Першого травня, заради їхніх родин. Крім того, Катерина викликала широке захоплення, розпочавши масштабну програму допомоги бідним. Вона також була покровителькою гуманізму епохи Відродження та подругою великих вчених Еразма Роттердамського та святого Томаса Мора. Деякі бачили в ній мученицю.
Під час правління її дочки Марії I Англійської її шлюб з Генріхом VIII був оголошений «добрим і дійсним». Її дочка королева Марія також замовила кілька портретів Катерини і це ні в якому разі не востаннє, коли вона була зображена на картині. Після її смерті було написано численні її портрети, зокрема її промову на легатському процесі, момент, точно переданий у п'єсі Шекспіра про Генріха VIII.
Її гробниця знаходиться в соборі Пітерборо і майже ніколи не було, щоб її не прикрашати квітами чи гранатами, її геральдичним символом. На гробниці написано "Катерина, королева Англії".

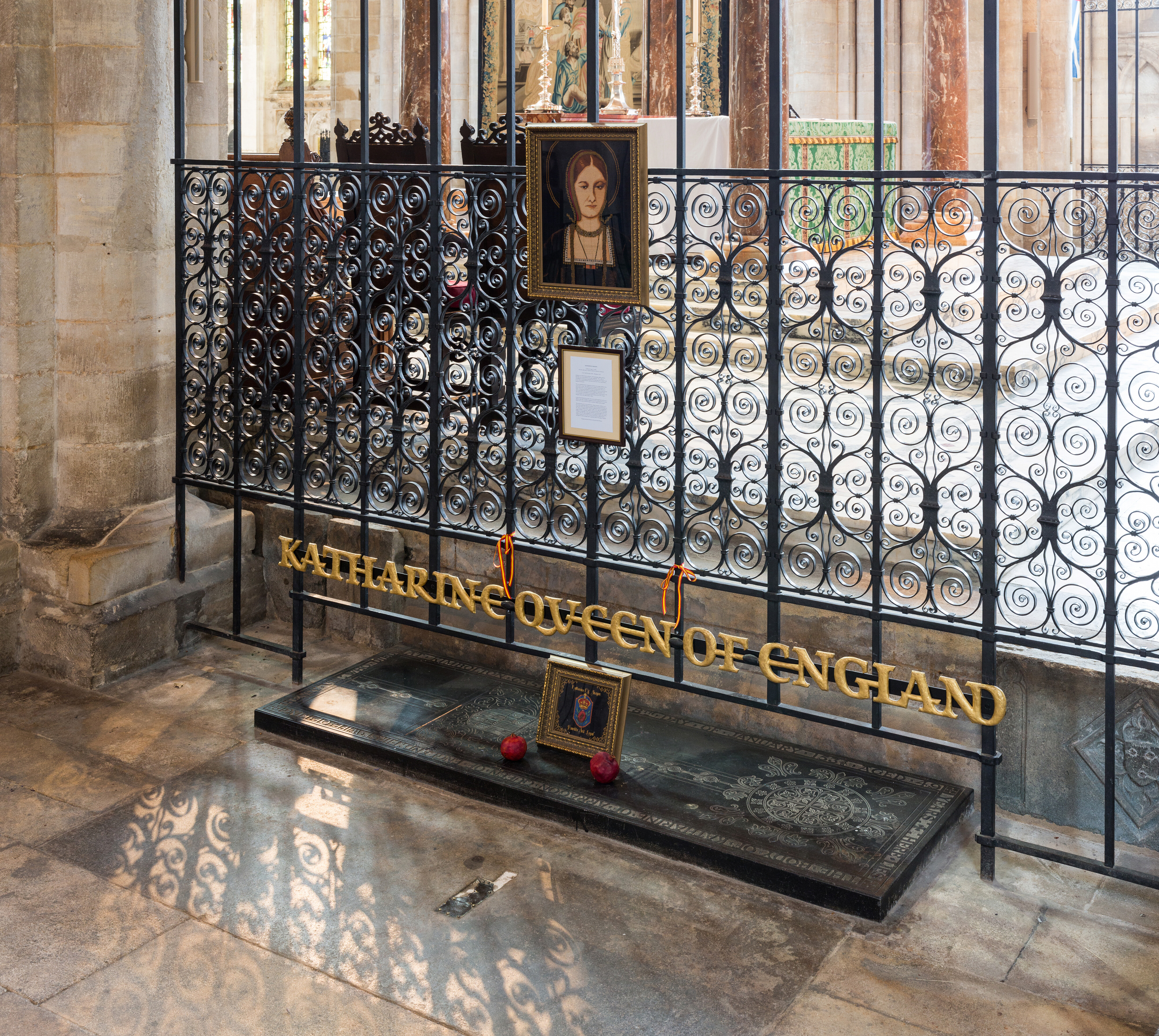
Могила Катерини Арагонської в соборі Пітерборо

У XX столітті дружина Георга V Марія Текська відреставрувала могилу і тепер там є банери, які позначають Катерину як королеву Англії. Щороку в соборі Пітерборо проходить служба в її пам'ять. У соборі відбуваються хресні ходи, молитви та різні заходи, в тому числі хресні ходи до могили Катерини, під час яких на її могилу ставлять свічки, гранати, квіти та інші дари. На службі з нагоди 470-ї річниці її смерті був присутній посол Іспанії у Великій Британії. Під час богослужіння 2010 року Джейн Лапотейр прочитала промову Катерини Арагонської перед легатським судом. На місці її народження, Алькала-де-Енарес, є її статуя у вигляді молодої жінки, яка тримає книгу та троянду.
Катерина залишається популярною темою біографій донині. Американський історик Гаррет Маттінглі був автором популярної біографії «Катерина Арагонська» в 1942 році. 1966 року Катерина та її численні прибічники при дворі були описані у біографії «Катерина Арагонська та її друзі» Джона Е. Пола. 1967 року Мері М. Люк написала першу книгу своєї трилогії про Тюдорів про Катерину, королеву, яка зобразила її та бурхливу епоху англійської історії, яку вона пережила.
В останні роки історикиня Елісон Вейр широко описувала її життя у своїй біографії «Шість дружин Генріха VIII», вперше опублікованій у 1991 році. Антонія Фрейзер зробила те саме у своїй власній біографії 1992 року під тією ж назвою; як це зробив британський історик Девід Старкі у своїй книзі 2003 року «Шість дружин: королеви Генріха VIII». Біографія Джайлза Тремлетта «Катерина Арагонська: іспанська королева Генріха VIII» вийшла в 2010 році, а подвійна біографія Джулії Фокс «Сестри королеви: благородні, трагічні життя Катерини Арагонської та Хуани, королеви Кастилії» вийшла в 2011 році.

## Вплив

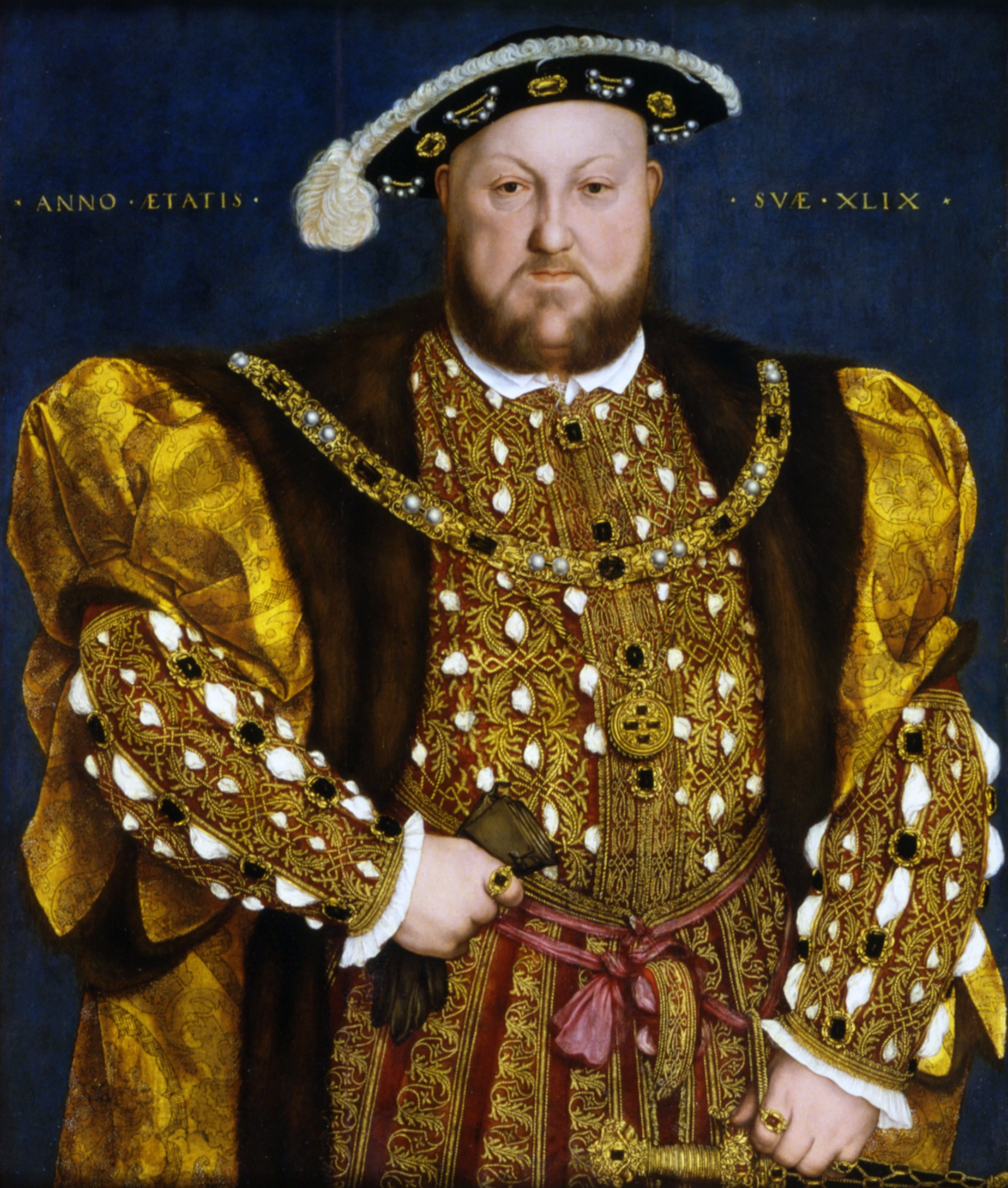
Генріх VIII (на рукавах соболиної накидки — «іспанська робота»)
Ганс Гольбайн молодший, 1539

- Вважається, що саме Катерина ввела в моду квадратний виріз на сукнях, який не втрачав популярності при англійському дворі ще протягом 60 років.
- Катерина також ввела в моду манеру вишивання, яку називали «іспанська робота», а пізніше — «чорна вишивка». Ця техніка була популярна в Іспанії в XV–XVI столітті, поширившись країною під впливом мавританської цивілізації (маври Північної Африки панували на території Іспанії понад 800 років; вигнали з півострова їх в 1492 році король Фердинанд і королева Ізабелла, батьки Катерини Арагонської). За 24 роки царювання іспанської інфанти на англійському престолі ця манера вишивання отримала визнання при дворі і залишалася в моді ще протягом 125 років[4]. Коли в 1533 році Генріх розлучився з Катериною, Іспанія і все іспанське виявилися в немилості, термін «іспанська робота» був з часом замінений на «чорна вишивка».

## Образ у мистецтві

### У музиці
- Дослідники припускають, що баладу «Час в хорошій компанії» (англ. «Pastime with Good Company»), яка стала англійською народною піснею, Генріх присвятив Катерині Арагонській.
- Британський музикант, учасник рок-гурту «Yes» Рік Уейкман як сольний виконавець в 1973 році створив альбом, присвячений шести королевам — «Шість дружин Генріха VIII» (англ. «The Six Wives of Henry VIII»). Одна з композицій альбому називається «Катерина Арагонська» (англ. «Catherine of Aragon»).
- Карен Сміт Емерсон записала альбом «Неспокійне серце» (англ. «The Unquiet Heart»), де представлені передсмертні слова шести королев.

### У літературі

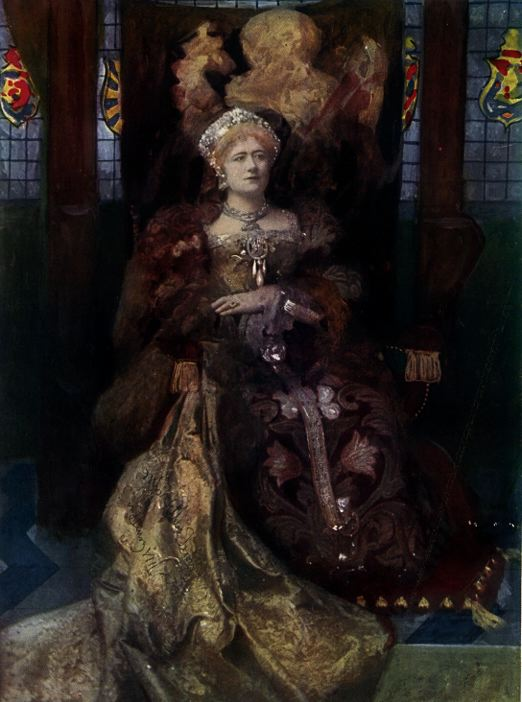
Англійська театральна актриса Елен Террі в ролі Катерини Арагонської в постановці п'єси Шекспіра «Генріх VIII», 1892

- Ще за життя ім'я Катерини згадувалося в народних піснях і поемах. Англійський гуманіст сер Томас Мор прославляв її у віршах, написаних з нагоди коронації Генріха і Катерини[5]. Іспанський філософ Хуан Луіс Вівес присвятив королеві трактат «Про виховання християнської жінки»[6].
- Згадується Катерина Арагонська і в багатьох художніх книгах — романах, хроніках, поемах, п'єсах, але майже скрізь — як другорядний персонаж. Один з перших відомих образів королеви (через 87 років після її смерті) створив Шекспір. Катерина Арагонська з'являється в його п'єсі-хроніці 1623 року «Генріх VIII». У драмі зображений суд над Катериною. Шекспірівська королева — вірна і чесна жінка, на яку звели наклеп і яку не зрозуміли. Вона з гідністю несе тягар несправедливості і вмирає страждальницею, яка до останнього подиху зберегла душевну стійкість, благородство і милосердя[7]. Катерина представлена найблагороднішою особою у всій п'єсі[7].
- У 2002 році англійська письменниця Філіппа Грегорі видала роман-бестселер «Ще одна з роду Болейн», який оповідає про драматичну долю сестер Болейн — Мері та Анни. Катерині Арагонській в ньому відведено незначне місце. Ця книга лягла в основу двох фільмів (один вийшов у 2003 році, другий — у 2008).

### У кіно
- Гедвіга Паулі-Вінтерштайн у фільмі «Анна Болейн» (1920)
- Ірині Паппа у фільмі «Анна на тисячу днів» (1969)
- Анетта Кросбі у серіалі «Шість дружин Генріха VIII» (1970)
- Френсіс Кака у фільмі «Генріх VIII та його шість дружин» (1972)
- Ассумпта Серна у серіалі «Генріх VIII» (2003)
- Марія Дойл-Кеннеді у серіалі «Тюдори» (2007-2009)
- Ана Торрент у фільмі «Ще одна з роду Болейн» (2008)
- Шарлотта Хоуп Аліс Ноукс у серіалі «Іспанська принцеса» (2019-2020)